# Bancos de Salmedina

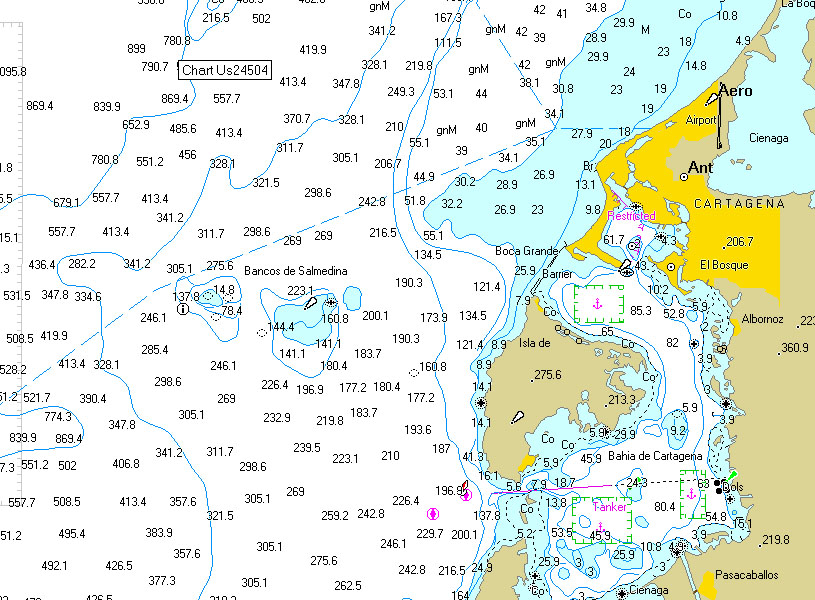
Salmedina-Cartagena

Los bancos de Salmedina son un arrecife marino que se sitúa en la costa al oeste de la bahía de Cartagena de Indias (Colombia). Es un bajo que tiene profundidades desde los 10 pies hasta los 100 pies. Es una formación arrecifal con variada cantidad de vida marina. Es visitado frecuentemente como sitio de buceo ya que se encuentra a 5 millas náuticas de la mencionada ciudad de Cartagena de Indias.
Adicionalmente, en sus aguas poco profundas se encuentran dos buques hundidos que servían de base a un faro que indicaba la presencia 
de éste. Hoy en día, el bajo se encuentra marcado por otro faro que realmente marca la parte más baja de todo el arrecife. Este bajo fue 
la causa del hundimiento de algunos galeones, y aún se pueden ver en sus alrededores algunos restos de estos como cañones, etc. Éste es uno de los principales accidentes costeros.